# 西雅圖-塔科馬國際機場
西雅圖-塔科馬國際機場或西塔科國際機場（英語：Seattle-Tacoma International Airport）是美國華盛頓州大西雅圖地區的一個主要機場，距西雅圖市中心19公里(12英里)，約30分鐘車程。目前，西塔科國際機場是美國西北最大的機場，也是全美第13繁忙的機場，主要服務西雅圖都會區，包括西雅圖、塔科马，贝尔维尤以及其他城市。机场的主要目的地包括北美、歐洲和東亞地區。阿拉斯加航空集团旗下的阿拉斯加航空和地平線航空以该机场作为枢纽机场，两家航空公司的总部也在机场附近。近年来，该机场也逐渐成为达美航空枢纽以及联络亚太和欧洲的门户。
在2018年，该机场服务了4984万旅客，排名全美第八。起降架次为43万架次，排名全美十九。

## 历史
二战期间，该地区的主要机场-波音機場被美国军方接管之后，西雅图港于1944年开始建设该机场。西雅图港分别从民用航空管理局获得一百万美元，以及从塔科马市获得十万美元作为建设经费。1947年，首批定期航班由西北航空和橫加航空开始运营。此后数年，美国西部航空和联合航空也从波音飞行场转移到这里。泛美航空于1952年至53年期间进驻。但西岸航空及其后继者Hughes西部航空一直在波音飞行场经营到1971年才转场。
在1951年6月，该机场拥有四条夹角45度的跑道，其长度介于5000英尺至6100英尺（1500米至1900米）。东北-西南跑道与西北-东南跑道在南北跑道的以西的地方交叉。这条南北跑道日后成为了今天的34R跑道。34跑道在1951年的长度是7500英尺，1958年延长到8500英尺，1962年延长到11900英尺。1970年，2号跑道被34L跑道取代。
OAG航空记录显示，在1957年6月，该机场每周有216班出港航班，其中西北航空运营80班，美国西部航空运营35班，Trans-Canada航空运营21班，泛美航空运营20班，阿拉斯加航空运营10班。1959年底，泛美航空的西雅图-波特兰-檀香山航线开通，由波音707运营，这是该机场第一个喷气机航班。1966年北欧航空开通了该机场首条直飞欧洲大陆的航班（此前泛美航空于1961年左右开通前往伦敦的直飞航班）。1959年7月机场的首座航站楼运营。
20世纪70年代初，港口当局收到附近居民关于噪音、震动、烟雾以及其他问题的起诉。港口当局和金县政府于1976年正式通过了西塔科社区计划来解决这些问题并指导未来发展。在之后的二十年，港口当局花费超过一亿美元来购买位于机场临近地区的民用住宅和学校建筑，并在其他地方安装隔音设施。80年代初，机场参加了由国会于1979年发起的“机场噪音协调计划”。此后，机场噪音控制等高线被制定，地产被买回，部分家庭建筑被进行改造以达到缓解噪音的效果。
1978年美国航空管制自由化法案实施，航空公司可以制定航线以及机票价格而无需政府审批。自由化以后有更多的航空公司进驻西雅图机场，包括当时美国第四大的航空公司环球航空，以及达美航空，国家航空和美国航空。
20世纪80年代末，西雅图港和一个代表当地县政府的委员会研究了该区域的未来空中交通情况，并预测机场将于2000年达到其最大处理能力。规划委员会于1992年得出结论，最好的解决方案将是在西雅图-塔科马机场增建第三条跑道，并在临近的县建设一个两跑道的辅助性机场作为补充。委员会的成员、临近的校区以及市政府皆反对增建跑道的方案。但是1994年的调研显示附近已经没有合适的地点再增建一个机场。西雅图港于1996年同意了新建跑道的工程计划，但这引起了反对者的法律诉讼。港口当局同意采取措施减少噪音并保护环境以取得需要的建设许可。反对者对建设许可提出上诉，但是他们最终于2004年放弃行动。
耗资11亿美元的第三跑道于2008年11月20日建成。该跑道位于34R跑道以西2500英尺的地方，平行于现有的两条跑道。此前，两条老的跑道仅相距800英尺，由于过于接近，他们无法在低能见度的情况下同时使用。而现在新老跑道能在低能见度的情况下，飞机也可以同时降落。

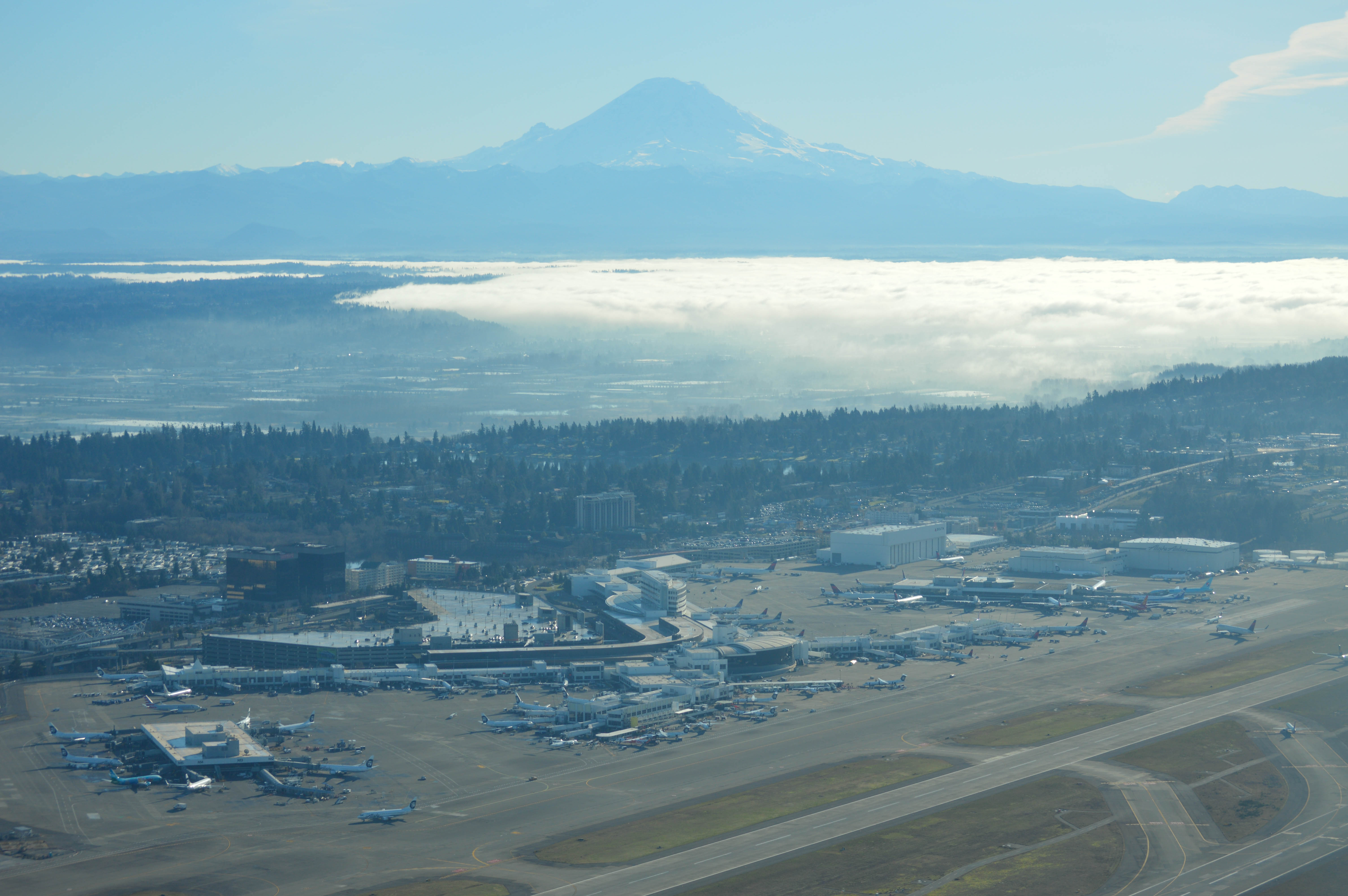
西雅图-塔科马国际机场的客运大楼，以及远处的瑞尼尔山

由于降落费的增加以及机场的其他工程建设支出，西南航空在2005年曾威胁要退出该机场，搬到临近的波音飞行场运营。这个计划遇到几个问题。波音飞行场有两条平行的跑道，其中只有一条能够接受大型客机起降，另一条只能处理小型飞机。因此它需要进行大型改造。尽管西南航空表示愿意给钱进行升级，它又遇到了关于波音飞行场周边交通设施无法处理大型民用机场客流的问题。最后，西南航空明确表示不愿意为改进必要的交通设施提供资金。波音飞行场的升级计划最终被否决。此外也有人担心，如果有部分航空公司转移到运营费用比较低廉的波音飞行场的话，西雅图-塔科马国际机场的高昂的运营费用会更加提升。
2008年6月，海南航空实施其开发北美二线市场的战略，开通其第一条中美航线：北京-西雅图，成为首家常驻该机场的中国大陆航空公司。
2014年年中，达美航空宣布了把该机场扩展为它的太平洋枢纽的计划。此后，达美航空开通从西雅图了飞往上海、香港、东京、首尔以及伦敦的航线，并新增了不少国内航班目的地。不少业界分析认为，达美航空在西雅图机场扩展业务的举动，是对联合航空打造位于旧金山机场跨太平洋枢纽的一个反应。此外也有分析猜测，达美航空对其在东京成田机场枢纽的运营感到失望也是另一个原因。这是因为它缺乏在日本的航空公司合作伙伴，以及与快速增长的中国国际旅游需求相比，日本市场重要性日益减弱。同年初，联合航空取消了东京的航点——这是它在该机场唯一的一条国际航线，并逐渐减少国内航点数量。
达美航空在西雅图机场的快速发展引起了一些纷争。虽然达美航空是阿拉斯加航空的合作伙伴，但为了促进其国际航班的客流，它新增了不少一直都由阿拉斯加航空经营的航点。此举侵占了合作伙伴的市场。此外，达美航空还需要更多的登机口来满足其航线的增长。为了解决拥堵问题，西雅图港当局已通过一个北航站楼改造计划。预计2020年，北航站楼将会被大幅扩建，登机口将会从12个增加到20个。

## 客运大樓

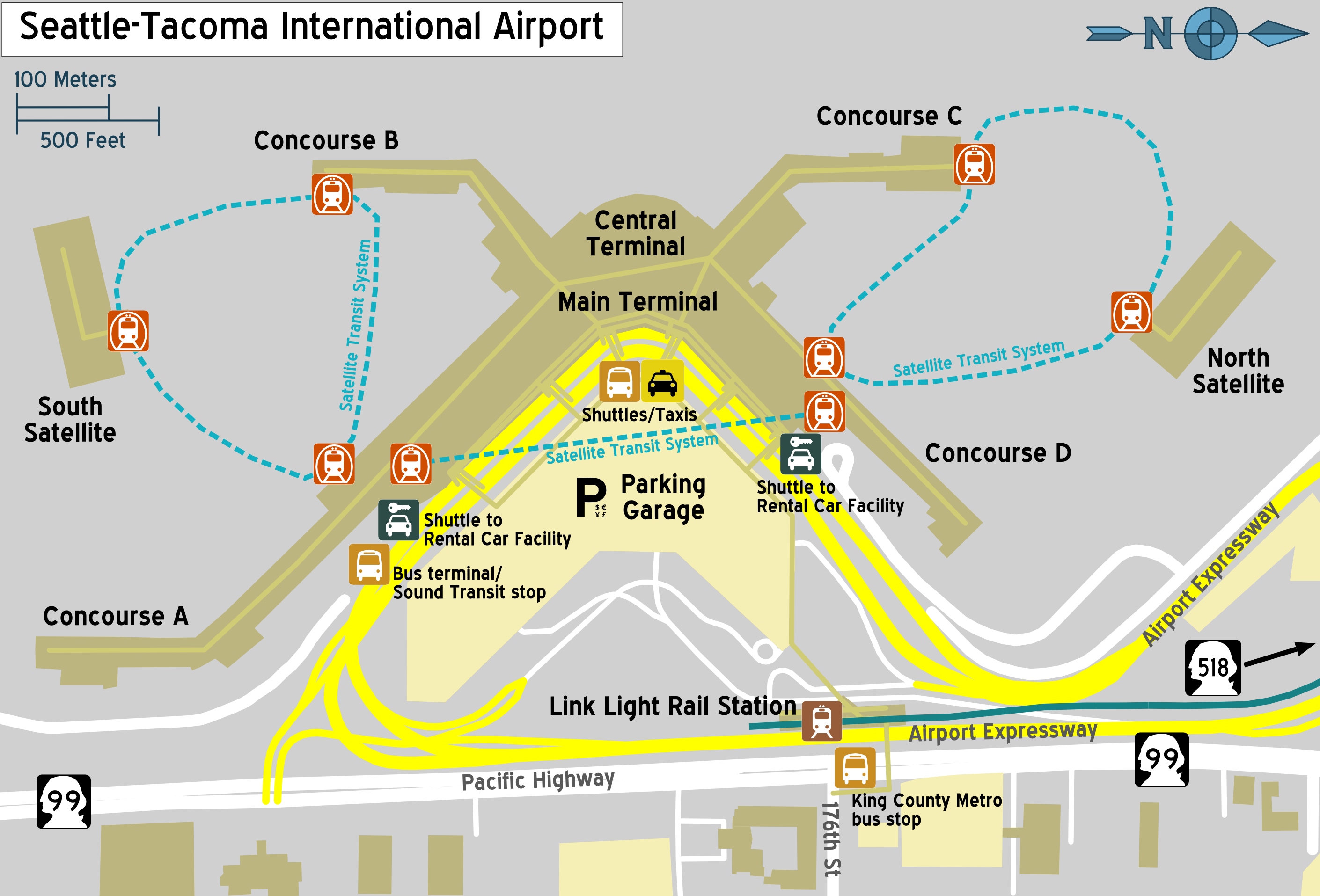
机场客运大楼地图

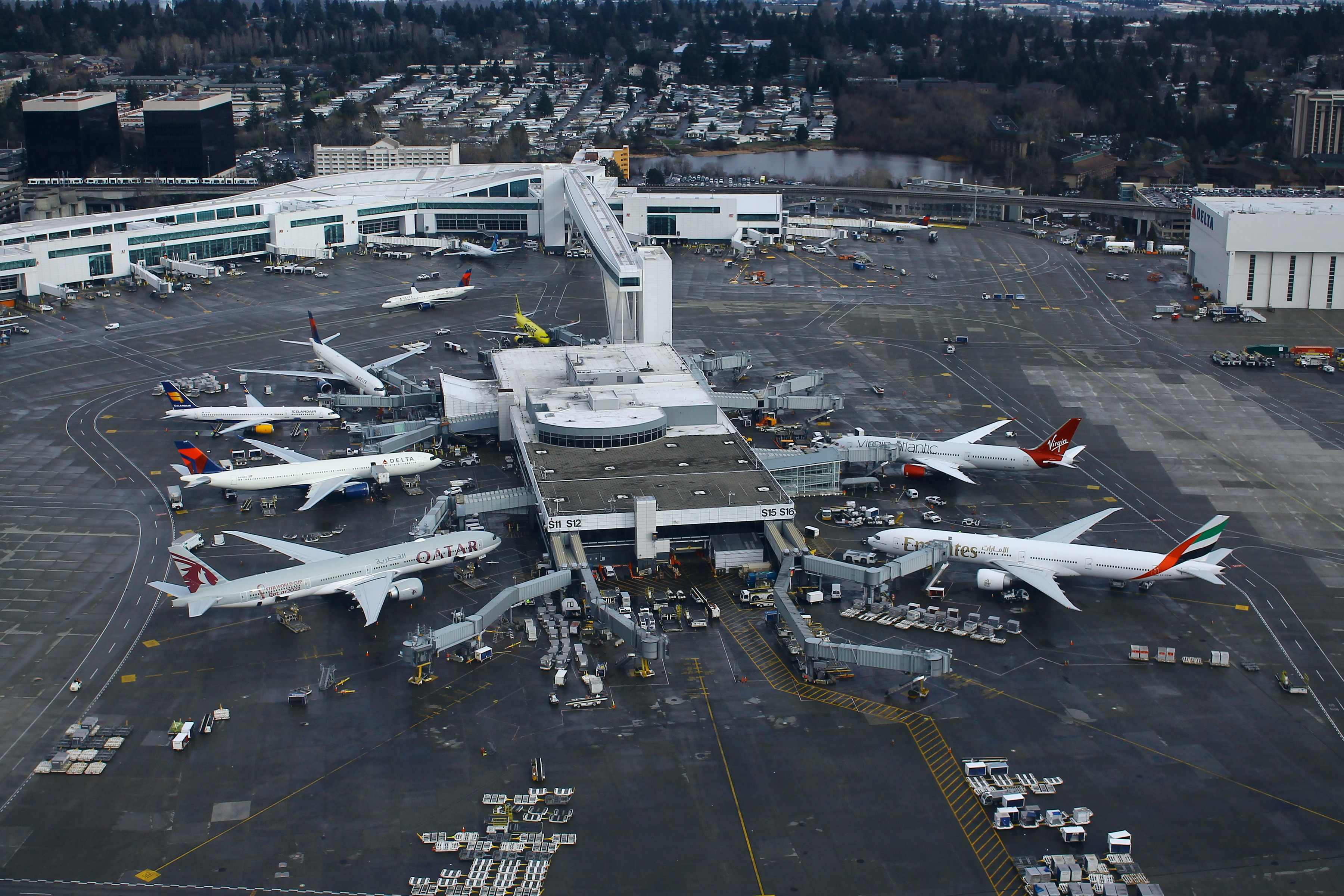
S大堂，设有连接主楼的天桥（国际到达）和APM

西雅圖－塔科马国际机场有一个于2003年扩建并翻新的中央航站楼，该航站楼由Curtis W. Fentress设计；机场共有115个登机口，分布于4个客运廊（A、B、C、D）和2个卫星厅（北和南）内。各客运廊和卫星厅通过地下旅客自动输送系统SEA Underground连接。该系统目前由庞巴迪运输的APM车辆运送旅客。
所有未经过美國境外預先清關的国际航班均抵达南卫星厅或A客运廊，并通过主楼东南侧的国际到达设施办理入境清关手续。国际到达设施和南卫星厅建有一座禁区行人天桥连接。行人天桥长780英尺（240）、高87英尺（27），并上跨机场停机坪和滑行道。
- A大堂有14个闸口 (A1–A14) ，保障达美航空、联合航空和部分外航[11]
- B大堂有13个闸口 (B1, B3–B12, B14, B15)[12]，保障达美航空和西南航空[11]
- C大堂有7个闸口 (C3, C9, C11, C15, C17–C18, C20)[13]、20个停机坪 (C2A–C2H, C10A–C10F, C16A–C16F)，保障阿拉斯加航空[11]
- D大堂有12个闸口（D1–D5, D7-D11）[14]，保障阿拉斯加航空和美国航空[11]
- 北卫星航站楼有14个闸口（N1–N3, N6–N11, N13-N16），保障阿拉斯加航空[11]
- 南卫星航站楼有13个闸口 (S1–S12, S15)、4个停机坪 (S16A–S16D)，保障达美航空、联合航空和其他国内及国外航司[11]

## 公共交通
西雅图轻轨中央线设有西塔科／机场站，搭乘北行的轻轨可到西雅图核心区域的重要地点，如唐人街（车程30分钟），拓荒者广场（33分钟），Westlake（38分钟，在此可换乘西雅图单轨前往太空针塔），华盛顿大学（43分钟）。亦可搭乘海湾公共交通局运营的Express公交，站点就位于航站楼外。ST Express 560路可到达伦顿（车程18分钟）和贝尔维尤市中心（35分钟）。ST Express 574路可到达费德勒尔韦（20分钟）, Tacoma Dome（车程38分钟，在此可换乘免费的有轨电车Orange Line前往塔科马市中心）和莱克伍德等地。

## 航空公司及航点

### 客运

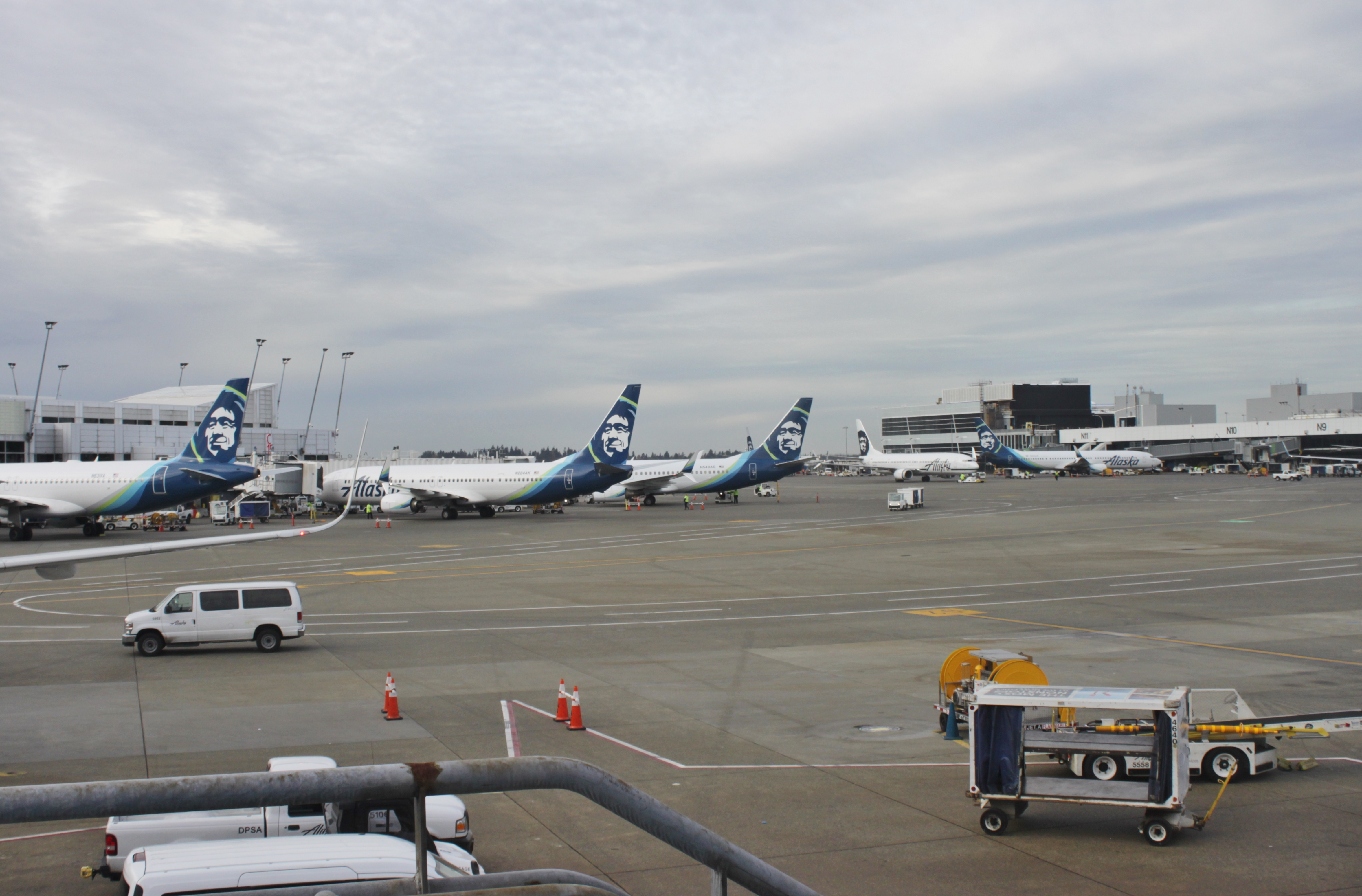
阿拉斯加航空和聯合航空在西雅圖-塔科馬國際機場北航站樓

備註：所有國際到達航班（不包括來自美國境外入境審查機場的航班）都在南衛星航站樓到達辦理入境手續。
| 航空公司                          | 目的地 | 大堂           |
| --------------------------------- | --- | -------------- |
| 阿拉斯加航空                      | 阿尔伯克基、安克雷奇、亚特兰大、奥斯汀、巴尔的摩、波士顿、伯班克、查尔斯顿 (南卡罗来纳州)、芝加哥-奥黑尔、达拉斯/沃斯堡、丹佛、底特律、费尔班克斯、劳德代尔堡、檀香山、休斯顿-洲际、朱诺、卡胡鲁伊、凯鲁瓦-科纳、堪萨斯城、克奇坎、拉斯维加斯、利胡埃、洛杉矶、明尼阿波利斯/圣保罗、纳什维尔、新奥尔良、纽约-甘迺迪、纽瓦克、奥克兰、奥马哈、安大略（加州）、橙县、奥兰多、棕榈泉、费城、凤凰城、波特兰（俄勒冈州）、罗利/达拉姆、圣路易斯、萨克拉门托、盐湖城、圣安东尼奥、圣迭戈、旧金山、圣何塞（加州）、斯波坎、坦帕、图森、华盛顿-杜勒斯、华盛顿–国家 季节性: 贝灵厄姆、坎昆、巴亚尔塔港、圣荷西(卡布)、锡特卡 | C、D以及北卫星 |
| 阿拉斯加航空 （由地平线航空营运） | 贝灵厄姆、比灵斯、博伊西、博兹曼、卡尔加里、埃德蒙顿、尤金、大瀑布城、赫勒拿、卡利斯佩尔、基隆拿、刘易斯顿 (爱达荷州)、梅德福、米苏拉、波特兰（俄勒冈州）、普尔曼、雷蒙德（俄勒冈州）、雷诺、圣罗莎、斯波坎、三城 (华盛顿州)、温哥华、维多利亚、瓦拉瓦拉、韦纳奇、亚基马 季节性: 太阳谷（爱达荷州） | C以及北卫星    |
| 阿拉斯加航空 （由天西航空营运）   | 博伊西、科罗拉多泉、埃德蒙顿、弗雷斯诺、密尔沃基、奥克兰、俄克拉何马城、奥马哈、安大略（加州）、波特兰（俄勒冈州）、盐湖城、圣巴巴拉 季节性: 海登/斯廷博特斯普林斯 | C              |
| 达美航空                          | 阿姆斯特丹、安克雷奇、亚特兰大、巴塞羅那（2026年5月7日開辧）、波士顿、 丹佛、底特律、檀香山、朱诺、卡胡鲁伊、凯鲁瓦-科纳、拉斯维加斯、伦敦-希思罗、洛杉矶、明尼阿波利斯/圣保罗、纽约-JFK、奥兰多、巴黎-戴高乐、凤凰城、羅馬（2026年5月6日開辧）、圣迭戈、盐湖城、首尔-仁川、上海-浦东、東京-羽田、台北-桃園 季节性: 坎昆、辛辛那提、波特兰（俄勒冈州）、巴亚尔塔港、圣荷西(卡布) | A、B以及南卫星 |
| 达美航空连接                      | 比灵斯、博伊西、博兹曼、卡尔加里、埃德蒙顿、费尔班克斯、拉斯维加斯、米苏拉、橙县 、凤凰城、波特兰（俄勒冈州）、萨克拉门托、盐湖城、圣迭戈、旧金山、圣何塞（加州）、斯波坎、三城 (华盛顿州)、温哥华、维多利亚 季节性: 杰克逊 (怀俄明州)、克奇坎、棕榈泉、锡特卡、图森 | A、B以及南卫星 |
| 美国航空                          | 夏洛特、芝加哥-奥黑尔、达拉斯/沃斯堡、迈亚密、纽约-肯尼迪、费城、凤凰城 | D              |
| 联合航空                          | 芝加哥-奥黑尔、丹佛、休斯顿-洲际、纽瓦克、旧金山、华盛顿-杜勒斯、洛杉矶 | A              |
| 夏威夷航空                        | 檀香山、首尔-仁川（2025年9月12日開辧）、卡胡鲁伊、東京-成田 季节性:安克雷奇 | 南卫星         |
| 捷蓝航空                          | 波士顿、纽约-JFK 季节性: 安克雷奇 | A              |
| 西南航空                          | 奥斯汀、巴尔的摩、芝加哥-中途、达拉斯-愛田、丹佛、拉斯维加斯、密尔沃基、奥克兰、橙县、凤凰城、萨克拉门托、圣迭戈、圣何塞（加州）、圣路易斯 季节性: 亚特兰大、休斯顿–霍比、堪萨斯城、纳什维尔 | B              |
| 精神航空                          | 拉斯维加斯 、洛杉矶 | A              |
| 太陽城航空                        | 明尼阿波利斯/圣保罗 | A              |
| 边疆航空                          | 芝加哥-奥黑尔、 丹佛、凤凰城 季节性：克利夫兰 | B              |
| 加拿大航空                        | 多倫多-皮爾遜 季节性：滿地可 | A              |
| 加拿大快運航空                    | 温哥华 | A              |
| 西捷航空                          | 卡加利 | —              |
| 西捷安可航空                      | 基隆拿 季节性：愛民頓 | —              |
| 墨西哥國際航空                    | 墨西哥城 | 南卫星         |
| 沃拉里斯航空                      | 瓜達拉哈拉 | —              |
| 大韩航空                          | 首尔/仁川 | 南卫星         |
| 韩亚航空                          | 首尔/仁川 | 南卫星         |
| 海南航空                          | 北京/首都、重庆 | 南卫星         |
| 日本航空                          | 東京-成田 | 南卫星         |
| 全日空                            | 東京-羽田 | 南卫星         |
| 長榮航空                          | 台北-桃园 | 南卫星         |
| 中華航空                          | 台北-桃园 | 南卫星         |
| 星宇航空                          | 台北-桃园 | 南卫星         |
| 英国航空                          | 伦敦-希思路 | 南卫星         |
| 維珍航空                          | 伦敦-希思路 | 南卫星         |
| 愛爾蘭航空                        | 都柏林 | 南卫星         |
| 法國航空                          | 巴黎-戴高乐 | 南卫星         |
| 汉莎航空                          | 法兰克福、慕尼黑 | 南卫星         |
| 神鷹航空                          | 法兰克福 | 南卫星         |
| 雪絨花航空                        | 季節性：蘇黎世 | 南卫星         |
| 北歐航空                          | 季節性：哥本哈根 | 南衛星         |
| 芬蘭航空                          | 季節性：赫尔辛基 | 南卫星         |
| 阿联酋航空                        | 迪拜 | 南卫星         |
| 卡塔爾航空                        | 多哈 | 南卫星         |
| 大溪地航空                        | 大溪地/法阿、巴黎/戴高乐 | 南卫星         |

### 货运

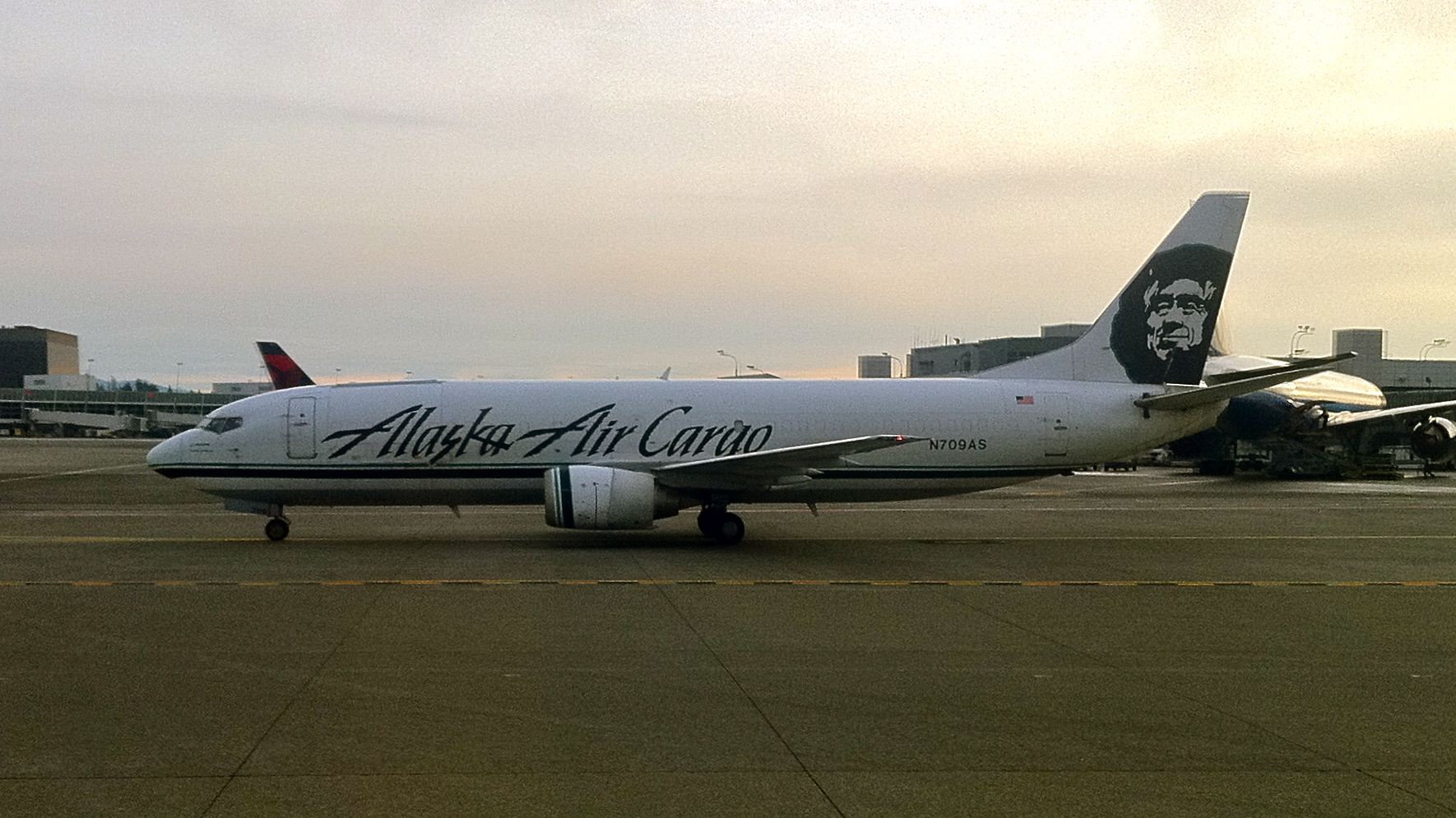
阿拉斯加航空波音737-400貨機

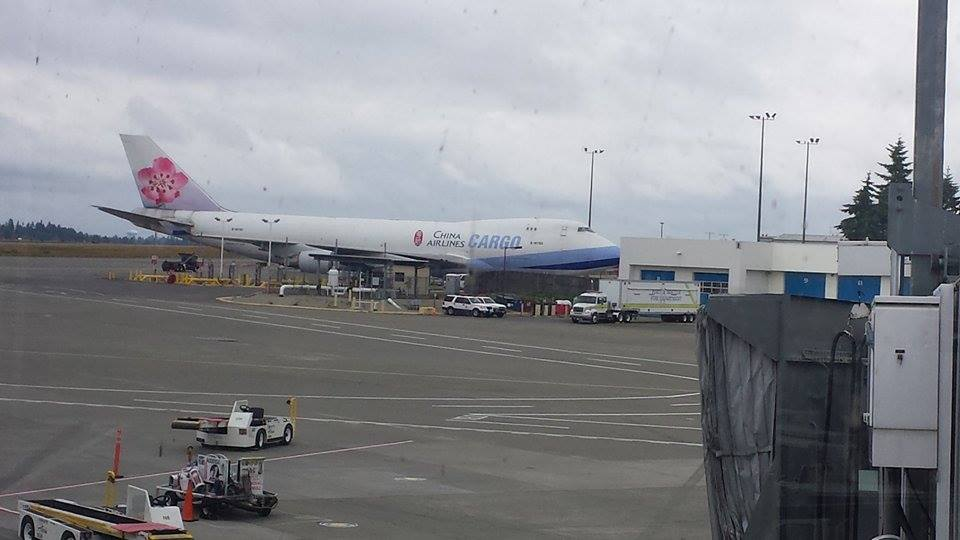
中华航空货运的波音747货机在西雅图-塔科马国际机场（2014年6月10日）

| 航空公司                        | 目的地                                                                                                   |
| ------------------------------- | --- |
| ABX航空                         | 辛辛那提                                                                                                 |
| Airpac航空                      | 尤金 |
| Ameriflight航空                 | 奥克兰                                                                                                   |
| 阿拉斯加航空货运                | 安克雷奇、科尔多瓦 (阿拉斯加州)、朱诺、克奇坎、锡特卡、亚库塔特                                          |
| 韩亚航空货运                    | 芝加哥-奥黑尔、首尔-仁川                                                                                 |
| 卢森堡货运航空                  | 卡尔加里、格拉斯哥、卢森堡                                                                               |
| 中华航空货运                    | 安克雷奇、迈亚密、纽约-JFK、台北-桃园                                                                    |
| 中国货运航空                    | 上海-浦东                                                                                                |
| 长荣航空货运                    | 安克雷奇、达拉斯/沃斯堡                                                                                  |
| 联邦快递                        | 安克雷奇、达拉斯/沃斯堡、沃斯堡-联盟、印第安纳波利斯、孟菲斯、奥克兰、安大略（加州）、波特兰（俄勒冈州） |
| 联邦快递支线 （由帝国航空营运） | 贝灵厄姆、伯灵顿、星期五港、奥卡斯岛、安吉利斯港                                                         |
| 大韩航空货运                    | 首尔-仁川                                                                                                |
| 新加坡航空货运                  | 安克雷奇、香港、洛杉矶                                                                                   |

### 其他航空公司
- 肯莫尔航空（英语：Kenmore Air） 该航空公司的小型飞机并不从该机场起飞，但是它提供来往其运营机场（波音机场以及Lake Union水上飞机场（英语：Lake Union））的服务。[15]

## 数据统计

### 主要目的地
| 排名 | 目的地                  | 旅客人数  | 承运航空公司                                         |
| ---- | ----------------------- | --------- | ---------------------------------------------------- |
| 1    | 加利福尼亚州洛杉矶      | 1,251,010 | 阿拉斯加航空，达美航空，联合航空，精神航空，美国航空 |
| 2    | 加利福尼亚州旧金山      | 1,172,760 | 阿拉斯加航空，达美航空，联合航空                     |
| 3    | 阿拉斯加州安克雷奇      | 1,007,170 | 阿拉斯加航空，达美航空，捷蓝航空                     |
| 4    | 科罗拉多州丹佛          | 926,130   | 阿拉斯加航空，达美航空，边疆航空，西南航空，联合航空 |
| 5    | 内华达州拉斯维加斯      | 868,290   | 阿拉斯加航空，达美航空，西南航空，精神航空           |
| 6    | 伊利诺伊州芝加哥-奥黑尔 | 817,490   | 阿拉斯加航空，美国航空，达美航空，精神航空，联合航空 |
| 7    | 亚利桑那州凤凰城        | 787,800   | 阿拉斯加航空，达美航空，西南航空，美国航空           |
| 8    | 俄勒冈州波特兰          | 658,390   | 阿拉斯加航空，达美航空                               |
| 9    | 德克萨斯州达拉斯/沃斯堡 | 622,460   | 阿拉斯加航空，美国航空，精神航空                     |
| 10   | 加利福尼亚州圣迭戈      | 549,680   | 阿拉斯加航空，达美航空，西南航空                     |

| 排名 | 目的地            | 航班數量 | 承运航空公司           |
| ---- | ----------------- | -------- | ---------------------- |
| 1    | 加拿大温哥华      | 5,698    | 阿拉斯加航空，达美航空 |
| 2    | 加拿大維多利亞    | 2,331    | 阿拉斯加航空，达美航空 |
| 3    | 加拿大卡加利市    | 1,948    | 阿拉斯加航空，达美航空 |
| 4    | 加拿大艾德蒙頓市  | 1,265    | 阿拉斯加航空           |
| 5    | 英國倫敦          | 1,113    | 英國航空，达美航空     |
| 6    | 韓國首爾          | 1,018    | 达美航空，大韓航空     |
| 7    | 加拿大基隆拿市    | 805      | 阿拉斯加航空           |
| 16   | 中華民國台北-桃园 | 370      | 长荣航空               |
| 21   | 香港              | 240      | 國泰航空               |

### 航空公司市场份额
| 排名 | 航空公司     | 旅客人数   | 份额   |
| ---- | ------------ | ---------- | ------ |
| 1    | 阿拉斯加航空 | 17,600,000 | 41.71% |
| 2    | 达美航空     | 7,021,000  | 16.64% |
| 3    | 地平線航空   | 3,495,000  | 8.28%  |
| 4    | 西南航空     | 3,128,000  | 7.41%  |
| 5    | 联合航空     | 3,022,000  | 7.16%  |

### 年度统计
| 年份 | 旅客人数   | 年份 | 旅客人数   | 年份 | 旅客人数   | 年份 | 旅客人数   | 年份 | 旅客人数  | 年份 | 旅客人数  |
| ---- | ---------- | ---- | ---------- | ---- | ---------- | ---- | ---------- | ---- | --------- | ---- | --------- |
|      |            | 2010 | 31,553,166 | 2000 | 28,408,553 | 1990 | 16,240,309 | 1980 | 9,194,650 | 1970 | 4,653,443 |
|      |            | 2009 | 31,227,512 | 1999 | 27,705,488 | 1989 | 15,241,258 | 1979 | 9,820,419 | 1969 | 4,804,928 |
| 2018 | 49,849,520 | 2008 | 32,196,528 | 1998 | 25,863,466 | 1988 | 14,495,519 | 1978 | 8,367,977 | 1968 | 4,434,778 |
| 2017 | 46,934,194 | 2007 | 31,295,822 | 1997 | 24,730,113 | 1987 | 14,445,482 | 1977 | 7,332,443 | 1967 | 3,853,607 |
| 2016 | 45,736,700 | 2006 | 29,996,424 | 1996 | 24,324,596 | 1986 | 13,642,666 | 1976 | 6,806,748 | 1966 | 2,822,007 |
| 2015 | 42,340,537 | 2005 | 29,289,026 | 1995 | 22,773,986 | 1985 | 11,466,755 | 1975 | 6,112,423 |      |           |
| 2014 | 37,498,267 | 2004 | 28,804,554 | 1994 | 20,972,819 | 1984 | 10,476,630 | 1974 | 5,772,216 |      |           |
| 2013 | 34,826,741 | 2003 | 26,799,913 | 1993 | 18,800,524 | 1983 | 10,141,737 | 1973 | 5,205,093 |      |           |
| 2012 | 33,223,111 | 2002 | 26,738,558 | 1992 | 17,962,217 | 1982 | 9,278,737  | 1972 | 4,788,962 |      |           |
| 2011 | 32,823,220 | 2001 | 27,036,073 | 1991 | 16,313,289 | 1981 | 9,117,630  | 1971 | 4,697,605 |      |           |

## 交通
公路
公路I-5及其辅助线I-405连接到机场附近。大部分旅客都是乘坐私家车到达机场，因此机场拥有非常大型的停车场设施。
轻轨
全长15.6英里（25.1公里）的海湾轻轨1号线于2009年建成，这条线路由海湾公共交通局运营，连接了机场与西雅图市中心的西湖中心。从机场到西湖中心约需要36分钟。轻轨的西塔科国际机场车站位于机场停车大楼东边，有步行通道与客运大楼的4楼连接。
公交及出租车
金县公交以及海湾公共交通局分别提供了连接机场的普通公交和快速巴士服务。海湾公共交通局快速公交车站位于行李领取处最南端的00号门外。此外，机场的出租车由Yellow Cab独家经营。 Shuttle Express亦提供了穿梭车服务。
- 海湾公共交通局560路快速巴士： 西雅图(Westwood) -- 西塔科国际机场 -- 伦顿 -- 贝尔维尤
- 海湾公共交通局574路快速巴士： 莱克伍德 -- 塔科马—西塔科国际机场—西塔科国际机场

汽车租赁设施
总面积为23-英畝（9.3-公頃）的汽车租赁大楼于2012年5月17日开放投入使用。该设施位于机场的东北处南160街与华盛顿州99号公路交叉的地方，里面有5,400个停车位置，每日可处理14,000个租赁业务。该设施落成以后，中央停车场的3,200个停车位置向公众开放。共有29辆CNG巴士提供往来租赁设施的接送服务，单程大概需要5分钟。Alamo、AVIS、Budget、Hertz、National等租车公司皆入场经营。

## 官方網站
- 西雅圖機場官方网站（英文）